# Awuna
La rivière Awuna est un cours d'eau d'Alaska, aux États-Unis située dans l'Alaska North Slope. C'est un affluent de la rivière Colville.
Longue de 200 milles (322 km), elle prend sa source dans des marécages, et coule en direction de l'est pour rejoindre la rivière Colville à 28 milles (45 km) au sud-ouest de la source de la rivière Ikpikpuk dans l'Alaska North Slope.

## Histoire
Son nom a été référencé en 1924 par P.S. Smith de  l'United States Geological Survey. Les Eskimos actuellement nomment ce cours d'eau Sakvailak.

## Sources
- (en) « Awuna », Geographic Names Information System